# 劉崇侃
劉崇侃（1888年—1944年），字景韓，俗稱電光六，福建省福州府閩縣人。日本早稻田大學商科畢業,宣統二年工科進士，工商企業家。

## 生平
宣統二年(1910年)參加遊學畢業生考試，得80分，列最優等。九月二日，內閣奉上諭：劉崇侃著賞給商科進士。
宣統三年(1911年)，因丁憂未與廷試。
畢業回國後，先在福建銀號總務部做事，後負責劉家企業的財會和總務管理工作。他辦事勤奮，和其兄劉崇倫一樣極重視人才，視人才為企業興衰的重要因素。他有一子劉業，曾任中華民國駐美商務代辦處的負責人。為三女兒劉玖業擇婿時，考未來女婿陳國熙英文，陳國熙是知名的胸腹外科專家，以優異成績畢業於北京協和醫科大學，該大學對學生就要求英語過關，所以陳的英語很好，順利過關。1944年，劉崇侃病逝於上海。
民國四年（1915年），國民代表大會福建省代表。

## 家族
祖父劉齊銜，道光二十一年辛丑恩科進士。兄劉崇傑曾任外交部次長。